# Festivalbar 1972
Il nono Festivalbar si tenne nell'estate del 1972. La finale ebbe luogo ad Asiago in piazza Carli e venne trasmessa sul Nazionale (o primo canale, l'odierna Rai 1) giovedì 14 settembre 1972 alle 21:00 subito dopo Carosello.
La conduzione è affidata al patron Vittorio Salvetti.
Vincitrice fu Mia Martini con Piccolo uomo.

## Cantanti partecipanti
- 1. Mia Martini - Piccolo uomo (123.780 voti)
- 2. Adriano Pappalardo - È ancora giorno (120.416 voti)
- 3. Dik Dik - Viaggio di un poeta (116.281 voti)
- 4. Gilbert O'Sullivan - Alone again (naturally) (110.380 voti)
- 5. Gens - Per chi (101.694 voti)
- 6. Marcella - Sole che nasce, sole che muore (95.315 voti)
- 7. Delirium - Haum! (83.619 voti)
- 8. Charles Aznavour - Quel che non si fa più (79.227 voti)
- 9. Santo & Johnny - Andante 467 Mozart (61.807 voti)
- 10. Michel Laurent - Mary, Mary (57.323 voti)
- Pooh - Nascerò con te
- New Trolls - In St. Peter's day
- Axis - Ela ela
- I Profeti - Prima notte senza lei
- Osanna - Canzona (there will be time)
- Pop Tops - Suzanne, Suzanne
- Ornella Vanoni - Il mio mondo d'amore
- America - A horse with no name
- Patty Pravo - Io
- Nuovi Angeli - Singapore
- Formula 3 - Sognando e risognando
- Nuova Idea - Mister E. Jones
- Camaleonti -  Tempo d'inverno
- Lally Stott - Sweet Meeny
- Sixto Rodriguez - Sugar man
- Fabrizio De André - Un chimico

## Organizzazione
RAI

## Direzione Artistica
Vittorio Salvetti